# Amt Halle
Das Amt Halle war ein Amt im Kreis Halle (Westf.) in Nordrhein-Westfalen, Deutschland mit Sitz in Halle (Westf.). Durch das Bielefeld-Gesetz wurde das Amt am 1. Januar 1973 aufgelöst. Die historischen Vorläufer des Amtes waren die Vogtei Halle und der Kanton Halle.

## Vorgeschichte

### Vogtei Halle
Die Vogtei Halle war bis 1807 eine Verwaltungseinheit im Amt Ravensberg der Grafschaft Ravensberg. Zu ihr gehörten die Amtsstadt Halle (Westf.), die Bauerschaften Amshausen, Ascheloh, Bokel, Eggeberg, Gartnisch, Hesseln, Hörste, Kölkebeck, Künsebeck und Oldendorf b. Halle, das Klostergut Stockkämpen und das adlige Gut Steinhausen.

### Kanton Halle
Nachdem die Grafschaft Ravensberg 1807 an das Königreich Westphalen gefallen war, wurden neue Verwaltungsstrukturen nach französischem Vorbild geschaffen. Dabei wurde im Distrikt Bielefeld im Departement der Weser des Königreichs auch der Kanton Halle gebildet. Diesem gehörte neben dem Gebiet der alten Vogtei Halle auch das Gebiet der alten Vogtei Borgholzhausen an. 1808 wurde der Kanton aufgrund seiner hohen Bevölkerungszahl in die beiden Munizipalitäten Halle und Borgholzhausen untergliedert, deren jeweiliges Gebiet dem der alten Vogteien entsprach. Der Kanton hatte im Jahr 1808 8.495 Einwohner.
Nach der Annexion großer Teile Norddeutschlands durch Frankreich verlief die neue Staatsgrenze zwischen dem Königreich Westphalen und Frankreich quer durch den Kanton Halle, der aufgelöst und zerteilt wurde:
- Amshausen, Bokel, Gartnisch, Kölkebeck, Künsebeck sowie Teile von Ascheloh und Hörste verblieben im Königreich Westphalen und kamen zum neuen Kanton Brockhagen im Distrikt Bielefeld des Departements der Fulda.[5]
- Halle, Eggeberg, Hesseln und Oldendorf b. Halle sowie Teile von Ascheloh und Hörste kamen zum Kanton Werther im Arrondissement Minden des französischen Départements der oberen Ems und bildeten dort zusammen die Mairie Halle.[6]
- Die Munizipalität Borgholzhausen kam zum Kanton Dissen im Arrondissement Osnabrück des französischen Départements der oberen Ems und bildete dort die Mairie Borgholzhausen.[7]
- Ein Teil von Hörste kam zum Kanton Versmold im Arrondissement Osnabrück des französischen Départements der oberen Ems und bildete dort die Mairie Hörste.[8]

Nach der napoleonischen Niederlage fiel das Gebiet der Grafschaft Ravensberg zurück an Preußen und wurde zunächst der Regierungskommission Bielefeld des Generalgouvernements zwischen Weser und Rhein unterstellt, bevor es 1815 Teil der neuen Provinz Westfalen wurde und 1816 in Kreise gegliedert wurde. Die Kantone bzw. Bürgermeistereien aus der Franzosenzeit wurden als Verwaltungseinheiten unterhalb der Kreisebene weitgehend beibehalten. Ihre Grenzen wurden insbesondere dort korrigiert, wo sie seit der französischen Annexion nicht mehr den Grenzen der Kirchspiele folgten. Der Verwaltungsbezirk Halle im neuen Kreis Halle umfasste das Gebiet der Munizipalität Halle von 1809, vergrößert um Brockhagen und Steinhagen. Der Bezirk wurde teilweise auch als Bürgermeisterei bezeichnet.

## Das Amt Halle (Westf.)

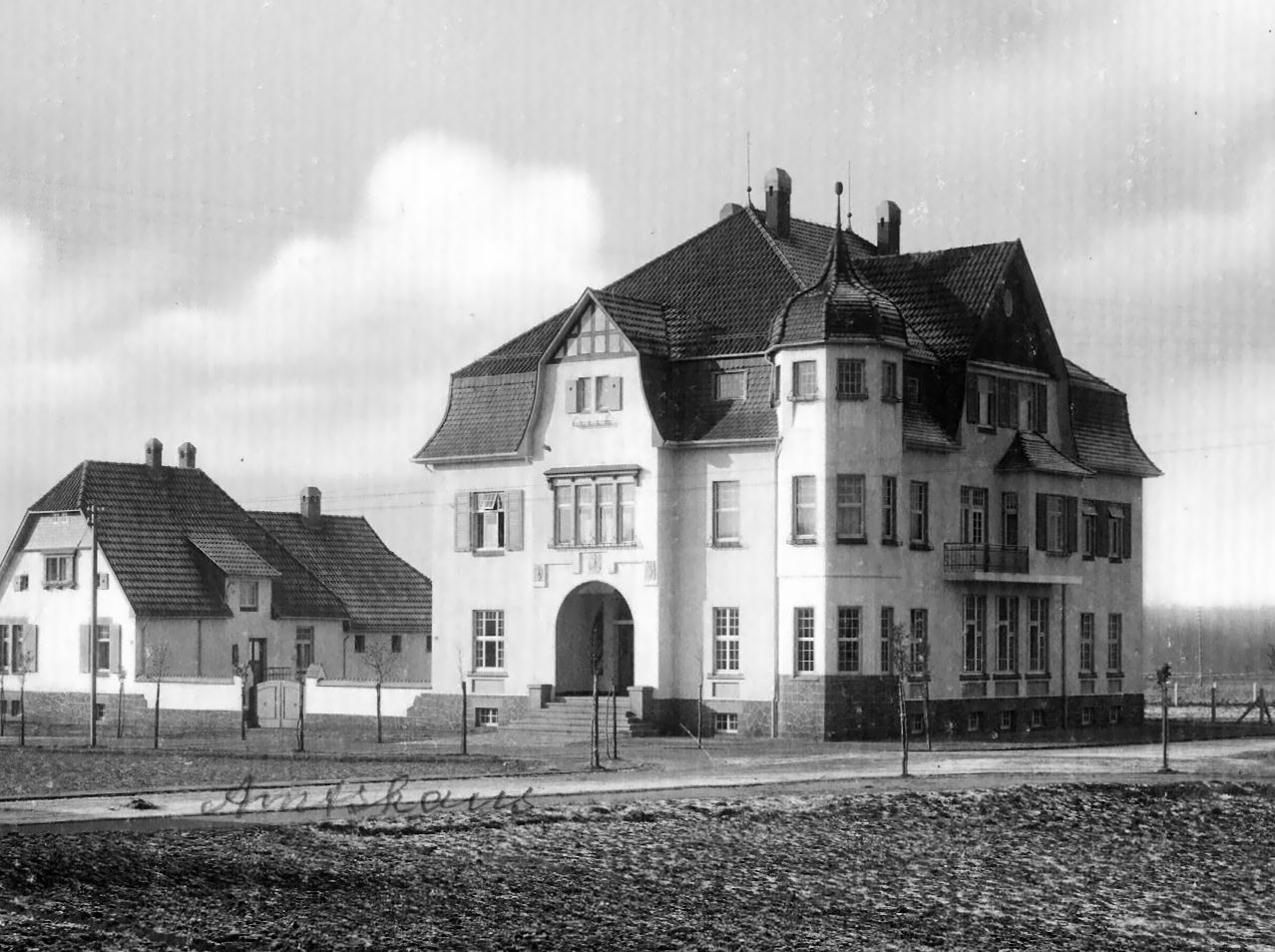
Das Amtshaus in Halle

Bei der Einführung der westfälischen Landgemeinde-Ordnung von 1841 wurden die Verwaltungsbezirke unterhalb der Kreisebene, sofern es sich nicht um Städte gemäß der revidierten Städteordnung handelte, zu Ämtern. Im Kreis Halle wurde dadurch aus dem Verwaltungsbezirk bzw. der Bürgermeisterei Halle das Amt Halle. Die Ämter bildeten die zweitunterste Verwaltungsinstanz und wurden von zunächst von durch die Regierung ernannten Amtmännern, später von Amtsbürgermeistern geführt. Nach dem Zweiten Weltkrieg hießen die Leiter der Ämter Amtsdirektoren.
Am 8. August 1910 wurde in der Haller Graebestraße ein neues Amtshaus eingeweiht. Während sich die Amtsräume im Erdgeschoss befanden, wurde das Obergeschoss vom Amtmann bewohnt. Das Gebäude wird heute von der Stadt als Rathaus II genutzt.
1928 wurde der Gutsbezirk Patthorst nach Brockhagen eingemeindet. Am 1. Oktober 1938 wurde die Gemeinde Oldendorf b. Halle in die Stadt Halle eingemeindet. Am 1. Oktober 1956 folgte ein Teil der Gemeinde Gartnisch. 1969 wurden die Gemeinden Eggeberg, Ascheloh und Gartnisch nach Halle eingemeindet. Durch das Bielefeld-Gesetz wurde das Amt am 1. Januar 1973 aufgelöst. Bokel, Hesseln, Hörste, Kölkebeck und Künsebeck wurden in die Stadt Halle (Westf.) eingemeindet; Amshausen und Brockhagen in die Gemeinde Steinhagen.
Die folgenden Gemeinden gehörten dem Amt Halle an:
| Gemeinde Stand: 31. Dezember 1972                       | Fläche (ha) | Gemeinden des Amtes Halle |
| ------------------------------------------------------- | ----------- | ------------------------- |
| Amshausen                                               | 838         | Gemeinden des Amtes Halle |
| Ascheloh (ab 1969 zu Halle)                             | 413         | Gemeinden des Amtes Halle |
| Bokel                                                   | 850         | Gemeinden des Amtes Halle |
| Brockhagen                                              | 2.820       | Gemeinden des Amtes Halle |
| Eggeberg (ab 1969 zu Halle)                             | 297         | Gemeinden des Amtes Halle |
| Gartnisch (ab 1969 zu Halle)                            | 259         | Gemeinden des Amtes Halle |
| Halle (Westf.)                                          | 873         | Gemeinden des Amtes Halle |
| Hesseln                                                 | 537         | Gemeinden des Amtes Halle |
| Hörste                                                  | 1.524       | Gemeinden des Amtes Halle |
| Kölkebeck                                               | 906         | Gemeinden des Amtes Halle |
| Künsebeck                                               | 856         | Gemeinden des Amtes Halle |
| Oldendorf b. Halle (ab 1. Oktober 1938 zu Halle)        | siehe dort  | Gemeinden des Amtes Halle |
| Gutsbezirk Patthorst (ab 1. Oktober 1928 zu Brockhagen) | siehe dort  | Gemeinden des Amtes Halle |
| Steinhagen                                              | 2.310       | Gemeinden des Amtes Halle |

### Einwohnerentwicklung
Nachfolgend dargestellt ist die Einwohnerentwicklung des Amtes in der Zeit von 1817 bis 1970:

Bevölkerungsentwicklung im Amt Halle
zwischen 1817 und 1970

| Jahr | Einwohner | Quelle |
| ---- | --------- | ------ |
| 1817 | 8.850     | [ 15 ] |
| 1843 | 10.968    | [ 16 ] |
| 1871 | 9.733     | [ 16 ] |
| 1900 | 10.974    | [ 15 ] |
| 1910 | 12.233    | [ 17 ] |
| 1939 | 15.290    | [ 15 ] |
| 1946 | 23.047    | [ 15 ] |
| 1961 | 28.062    | [ 15 ] |
| 1965 | 30.077    | [ 15 ] |
| 1970 | 31.655    | [ 18 ] |